# Плунгян Володимир Олександрович
Володимир Олександрович Плунгян (нар. 13 вересня 1960, Москва) — російський лінгвіст, спеціаліст у галузі типології та граматичної теорії, морфології, корпусної лінгвістики, африканістики, поетики.
Дійсний член РАН (2016, член-кореспондент з 2009), доктор філологічних наук (1998), співробітник Інституту мовознавства РАН та Інституту російської мови ім. В. В. Виноградова РАН, професор МДУ ім. М. В. Ломоносова. Член Європейської академії.
У 2011 році став лауреатом премії "Просвітитель" за книгу "Чому мови такі різні".

## Біографія
Син Олександра Марковича Плунгяна (1924—2019), авіаційного інженера та перекладача, друга юності Ю. В. Кнорозова та В. Д. Берестова, людини широких гуманітарних інтересів, знавця кількох європейських мов. У 1982 році закінчив Відділення структурної та прикладної лінгвістики філологічного факультету МДУ. У студентські роки брав участь у дагестанських лінгвістичних експедиціях ОСіПЛ з вивчення табасарської мови (с. Дюбек, 1979), андської (с. Анди, 1981) та чамалінської мови (с. Гігатл, 1982). Захистив дипломну роботу "Оцінка ймовірності як різновид модального значення " (науковий керівник А. А. Є. Кібрик).
Навчався в аспірантурі Інституту мовознавства АН СРСР, у 1987 році захистив кандидатську дисертацію: « Словоутворення та словозміна у дієслівній системі аглютинативної мови (на матеріалі догонських мов)» (науковий керівник Н. В. Охотіна). 1998 року в МДУ ім. М. В. Ломоносова захистив докторську дисертацію: « Граматичні категорії, їх аналоги та замісники»; офіційні опоненти — Т. В. Булигіна, М. В. Всеволодова, В. І. Подлєськая.
Завідувач сектору типології Інституту мовознавства РАН (з 2004) та відділом корпусної лінгвістики та лінгвістичної поетики Інституту російської мови ім. В. В. Виноградова РАН (з 2006 року); з 2013 року — також заступник директора Інституту російської мови ім. В. В. Виноградова РАН. Викладає на кафедрі теоретичної та прикладної лінгвістики філологічного факультету МДУ (з 1989); завідувач кафедри (2013—2017). У різні роки викладав також у багатьох інших вишах Москви, у тому числі в РДГУ. Працював у ряді наукових центрів Європи (у Бельгії, Німеччині, Іспанії, Норвегії, Франції, Швеції та ін.)); займався польовою роботою в Африці (Малі), на Кавказі (Дагестан, Вірменія), на півночі Росії, у Поволжі, на Памірі.
У 2009 році обраний членом-кореспондентом РАН з Відділення історико-філологічних наук, у 2016 році — дійсним членом РАН.
Член міжнародної Асоціації лінгвістичної типології, Товариства слов'янської лінгвістики та Європейського лінгвістичного товариства. У 2017 році обраний членом Європейської академії наук.
Одружений на лінгвісті Е. В. Рахіліній. Старша дочка — мистецтвознавець Надія Плунгян (нар. 1983).

## Наукова діяльність
Основна галузь наукових інтересів — загальна морфологія, теорія граматики та граматична типологія (насамперед, типологія дієслівних категорій); займається також проблемами корпусної лінгвістики, граматичної та лексичної семантики, лексикографії, польової лінгвістики, поетики та ін. Протягом понад 20 років — співробітник Відділу африканських мов Інституту мовознавства РАН; у 1984—1994 роках систематично займався вивченням мов групи догон (Малі), брав участь у міжнародній лінгвістичній експедиції в Малі (восени та взимку 1992 року). Ним опубліковано цілу низку статей і дві монографії з мов догон (зокрема, вперше описаний один з найбільших представників цієї групи, томмо-со). Крім мов Африки, у різні періоди досліджував також різні мови Кавказу, Океанії, фінно-угорські мови Росії (зокрема брав участь у підготовці словника мови бесерм*ян), памірські мови та інших. Велика кількість робіт В. А. Плунгяна присвячена російській граматиці та лексиці.
У галузі граматичної типології уточнив класифікацію граматичних категорій у мовах світу, описав низку нових граматичних категорій дієслова, запропонував оригінальну класифікацію значень модальності (разом з бельгійським типологом Йоханом ван дер Ауверою), евіденційності, аспекту. Ним введені в граматичну типологію такі поняття, як «універсальний граматичний набір», «семантична зона», «дієслівна орієнтація», «вторинний аспект», «надминуле», «ретроспективний зсув», «антирезультатив» та ін.
З 1990-х років багато уваги приділяє розвитку корпусних методів дослідження мови. Один із творців Національного корпусу російської мови, ініціатор програми створення корпусів мов народів Росії та інших країн (у тому числі східновірменської, ідишу, таджицької та ін.). Один з керівників проекту корпусної граматики сучасної російської мови (робота над якою ведеться в Інституті російської мови ім. В. В. Виноградова РАН з 2015 року).
Автор низки досліджень з метрики російської поезії XIX—XX століть, особливо з типології російських некласичних метрів.
З кінця 1980-х років активно займається викладанням лінгвістичних дисциплін у вишах; під його керівництвом захищено понад 20 кандидатських дисертацій. Основний теоретичний курс (читався для студентів ОТіПЛ МДУ) — «Загальна морфологія»; у 2000 році на основі даного курсу було опубліковано підручник «Загальна морфологія: введення в проблематику». Крім того, в різні роки читав курси «Російська морфологія», «Мови світу та мовні ареали», «Вступ до теорії мови», вів велику кількість спецкурсів та спецсемінарів («Принципи опису граматичних категорій», «Вступ до граматичної типології», « Типологія дієслівних систем у мовах світу», «Типологія модальності», « Латинська мова: граматика і поезія», «Введення у вивчення російського вірша», «Паралельні корпуси в лінгвістичній типології» та ін.).
У 1996 році Плунгян написав науково-популярну книгу про лінгвістику " Чому такі різні мови? ". У 2011 році після чергового перевидання вона була удостоєна премії " Просвітитель " у номінації «Гуманітарні науки».

## Основні роботи

### Монографії
- Глагол в агглютинативном языке (на материале догон). М.: Институт языкознания РАН, 1992.
- Путеводитель по дискурсивным словам русского языка. М.: Помовский и партнёры, 1993 (с А. Н. Барановым и Е. В. Рахилиной).
- Dogon. Mϋnchen: LINCOM Europa, 1995 (Languages of the World/Materials; 64).
- Почему языки такие разные?. М.: Русские словари, 1996. (2-е изд., испр., 2001.) — 303 с.; Почему языки такие разные. М.: АСТ-Пресс Книга, 2010. (3-е изд.) — 272 с. — ISBN 978-5-462-01073-6.
- Грамматические категории, их аналоги и заместители. Диссертация на соискание учёной степени доктора филологических наук. Москва, 1998. Автореферат [Архівовано 24 січня 2022 у Wayback Machine.]
- Общая морфология: Введение в проблематику. М.: Эдиториал УРСС, 2000. — 384 с. — ISBN 5-354-00314-8; 2-е изд., 2003; 3 изд. (испр. и доп.) 2009; 4 изд. 2012; 5 изд. 2016.
  - Перевод на хорватский язык: V. A. Plungjan. Opća morfologija i gramatička semantika. Uvod u problematiku / Preveo Petar Vuković. Zagreb: Srednja Europa, 2016. XX, 552 str. ISBN 978-953-7963-48-4[14]
- Введение в грамматическую семантику: Грамматические значения и грамматические системы языков мира. М.: РГГУ, 2011. — 672 с. — ISBN 978-5-7281-1122-1 (по итогам конкурса «Лучшие книги года» 26 апреля 2012 г. получило номинацию «Лучшая учебная книга»)[15]
  - Перевод на литовский язык: Vladimir Plungian, Gramatinių kategorijų tipologija 1 (iš rusiško rankraščio vertė Jurgis Pakerys). — Vilnius: Vilniaus universitetas, 2010. — 272 p. — ISBN 978-609-95126-3-1; Gramatinių kategorijų tipologija 2. Vilnius: Vilniaus universitetas, Asociacija «Academia Salensis», 2011. — 339 p. — ISBN 978-609-95126-4-8.
- Поэзия: Учебник / Азарова Н. М., Корчагин К. М., Кузьмин Д. В., Орехов Б. В., Плунгян В. А., Суслова Е. В. М.: О. Г.И, 2016. — 886 с. ISBN 978-5-94282-782-3.

### Складання, редагування
- Vox Camenae — Голос музы: Антология латинской лирики с комментариями и русскими переводами. / Сост., предисл., коммент. и пер. В. А. Плунгяна. М.: Прогресс; Велес, 1998. — 253 с ISBN 5-01-004492-7
- Исследования по теории грамматики. Вып. 1. Глагольные категории. / Ред. В. А. Плунгян. М.: Русские словари, 2001. — 312 с. ISBN 5-93259-027-0.
- Исследования по теории грамматики. Вып. 2. Грамматикализация пространственных значений / Ред. В. А. Плунгян. М.: Русские словари, 2002. — 339 с. ISBN 5-93259-035-1.
- Языки мира. Типология. Уралистика. Памяти Т. Ждановой. Статьи и воспоминания / Сост. В. А. Плунгян, А. Ю. Урманчиева. М.: Индрик, 2002. — 720 с. ISBN 5-85759-218-6.
- Маслов Ю. С. Избранные труды: Аспектология; Общее языкознание. / Ред.-сост. А. В. Бондарко, Т. А. Майсак, В. А. Плунгян. М: Языки славянской культуры, 2004. {Классики отечественной филологии} — 840 с ISBN 5-94457-187-X
- Исследования по теории грамматики. Вып. 3. Ирреалис и ирреальность. / Ред. Ю. А. Ландер, В. А. Плунгян, А. Ю. Урманчиева. М.: Гнозис, 2004. — 476 с. ISBN 5-94244-001-8.
- Исследования по теории грамматики. Вып. 4: Грамматические категории в дискурсе. / Ред. В. Ю. Гусев, В. А. Плунгян, А. Ю. Урманчиева. М.: Гнозис, 2008. 487 c. ISBN 978-5-94244-022-0.
- Исследования по теории грамматики. Вып. 6: Типология аспектуальных систем и категорий. / Ред. Е. В. Головко, М. А. Даниэль, В. А. Плунгян, Кс. П. Семёнова. СПб.: Наука, 2012. (Acta Linguistica Petropolitana, Т. VIII, Ч. 2.) — 1024 с. ISBN 978-5-02-038306-7 (PDF [Архівовано 24 січня 2022 у Wayback Machine.])
- Исследования по теории грамматики. Вып. 7: Типология перфекта / Ред. Т. А. Майсак, В. А. Плунгян, Кс. П. Семёнова. СПб.: Наука, 2016. — 840 с. (Acta Linguistica Petropolitana, Т. XII, Ч. 2.) — 840 с. ISBN 978-5-02-039626-5 (PDF [Архівовано 15 березня 2022 у Wayback Machine.])

## Вибрані мережеві публікації

### Статті
- Володимир Плунгян. Про (без)кінцевість мови (22 жовтня 1999) [Архівовано 24 січня 2022 у Wayback Machine.]
- Володимир Плунгян. Лінгвістика катастроф [Архівовано 21 січня 2022 у Wayback Machine.] // Підсумки № 30 (216), 25 липня 2000
- Володимир Плунгян. Навіщо ми робимо Національний корпус російської? [Архівовано 24 січня 2022 у Wayback Machine.] // Вітчизняні записки. 2005. № 2.

### Виступи
- Російська мова (передача з циклу «Росія як цивілізація») [Архівовано 24 січня 2022 у Wayback Machine.] // Радіо «Свобода», 10-12-2000
- Круглий стіл «ЗС»: Російська мова як картина світу [Архівовано 15 липня 2009 у Wayback Machine.] // Знання — Сила, 8/05
- Чому сучасна лінгвістика має бути лінгвістикою корпусів? [Архівовано 26 жовтня 2009 у Wayback Machine.] Лекція Політ.ру (23 жовтня 2009)
- Відмінків більше шести [Архівовано 10 січня 2014 у Wayback Machine.] // Бесіда на радіо " Вести FM ", 2010
- Володимир Плунгян: «Погані люди бувають, а от поганих мов я не зустрічав ніколи» [Архівовано 25 січня 2022 у Wayback Machine.] // ПостНаука (21.05.2012)
- Мови Африки [Архівовано 25 січня 2022 у Wayback Machine.] // Лекція у проекті ПостНаука (04.06.2012)
- Граматичні категорії [Архівовано 24 січня 2022 у Wayback Machine.] // Лекція у проекті ПостНаука (26.06.2012)
- Різноманітність мов людства: Онлайн-лекція [Архівовано 24 січня 2022 у Wayback Machine.] (2012)
- Володимир Плунгян у програмі «Перспективи»: Корпусна лінгвістика та корпус російської мови [Архівовано 24 січня 2022 у Wayback Machine.] (2013)